# Всемирный торговый центр 4
Всемирный торговый центр 4, известный также по своему адресу как Гринвич-стрит, 150 (англ. 4 World Trade Center, 150 Greenwich Street) — 74-этажный офисный небоскрёб, располагающийся в Нижнем Манхэттене в Нью-Йорке. Является частью нового комплекса Всемирного торгового центра.

## История

### Старое здание
Первоначально здание открылось в 1977 году. Оно имело 9 этажей и было занято офисами различных фирм. Было повреждено в результате терактов 11 сентября и впоследствии снесено.
Крупнейшими арендаторами были Deutsche Bank (4-6 этажи) и New York Board of Trade (7-9 этажи). Также в здании располагались 5 товарных. Здание ВТЦ-4 фигурировало в фильме «Поменяться местами».

#### Галерея

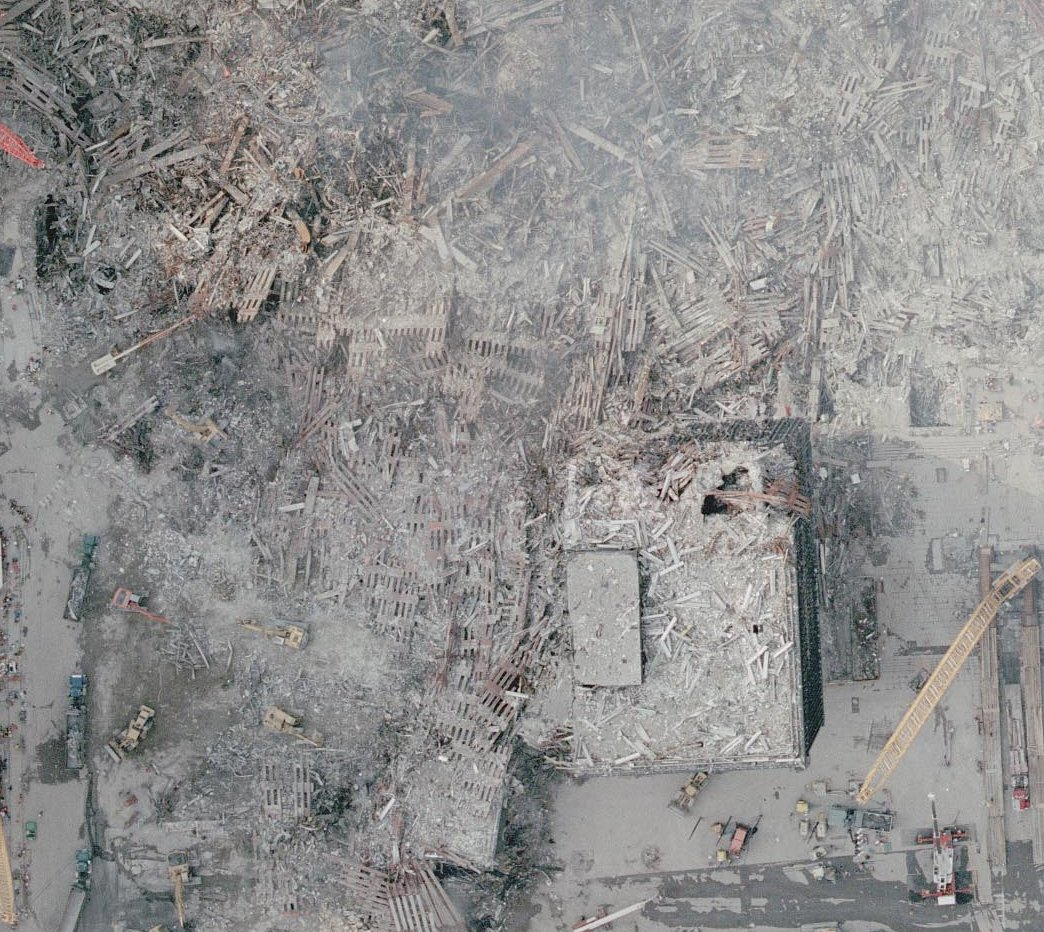
ВТЦ-4 после 11 сентября
ВТЦ-4 в правом нижнем углу

### Новое здание
В 2009 году началась постройка новой башни ВТЦ-4. В ноябре 2009 года здание достигло уровня улицы. 72 этажа были закончены 25 июня 2012 года, а 13 ноября 2013 года здание было открыто.

#### Галерея

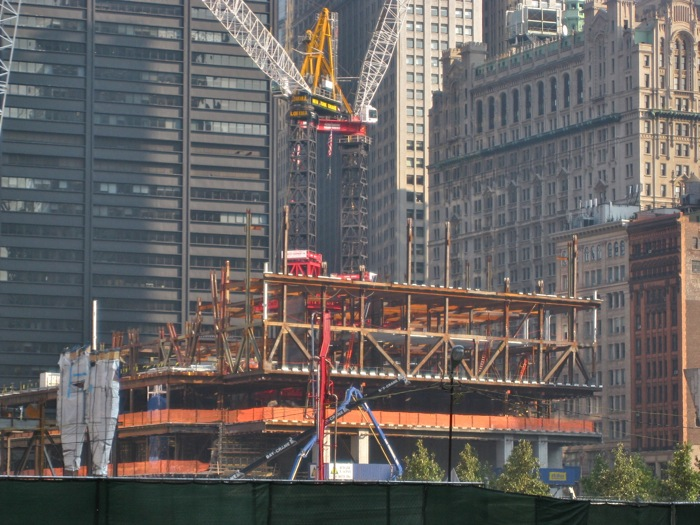
25 сентября 2010
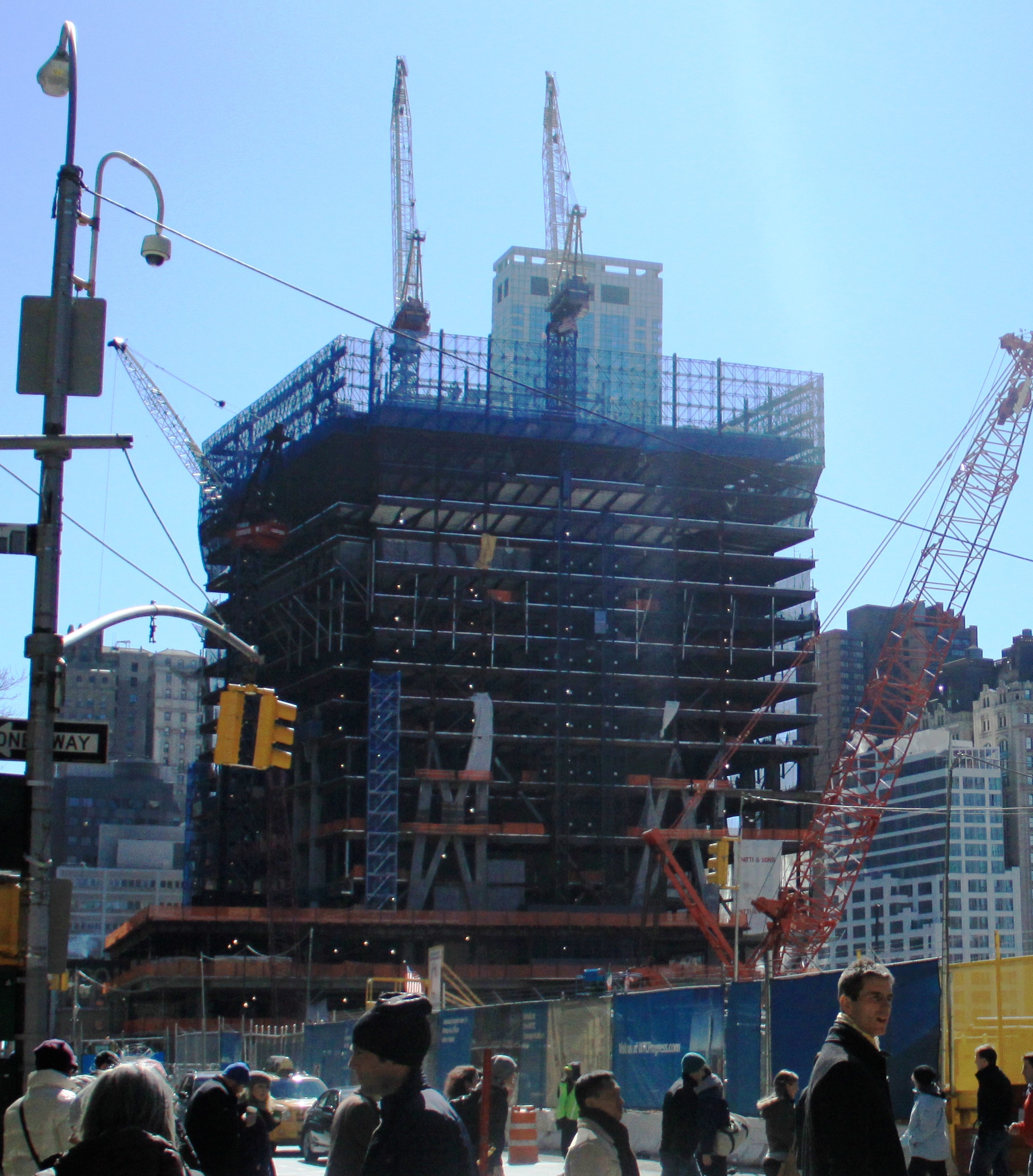
26 марта 2011
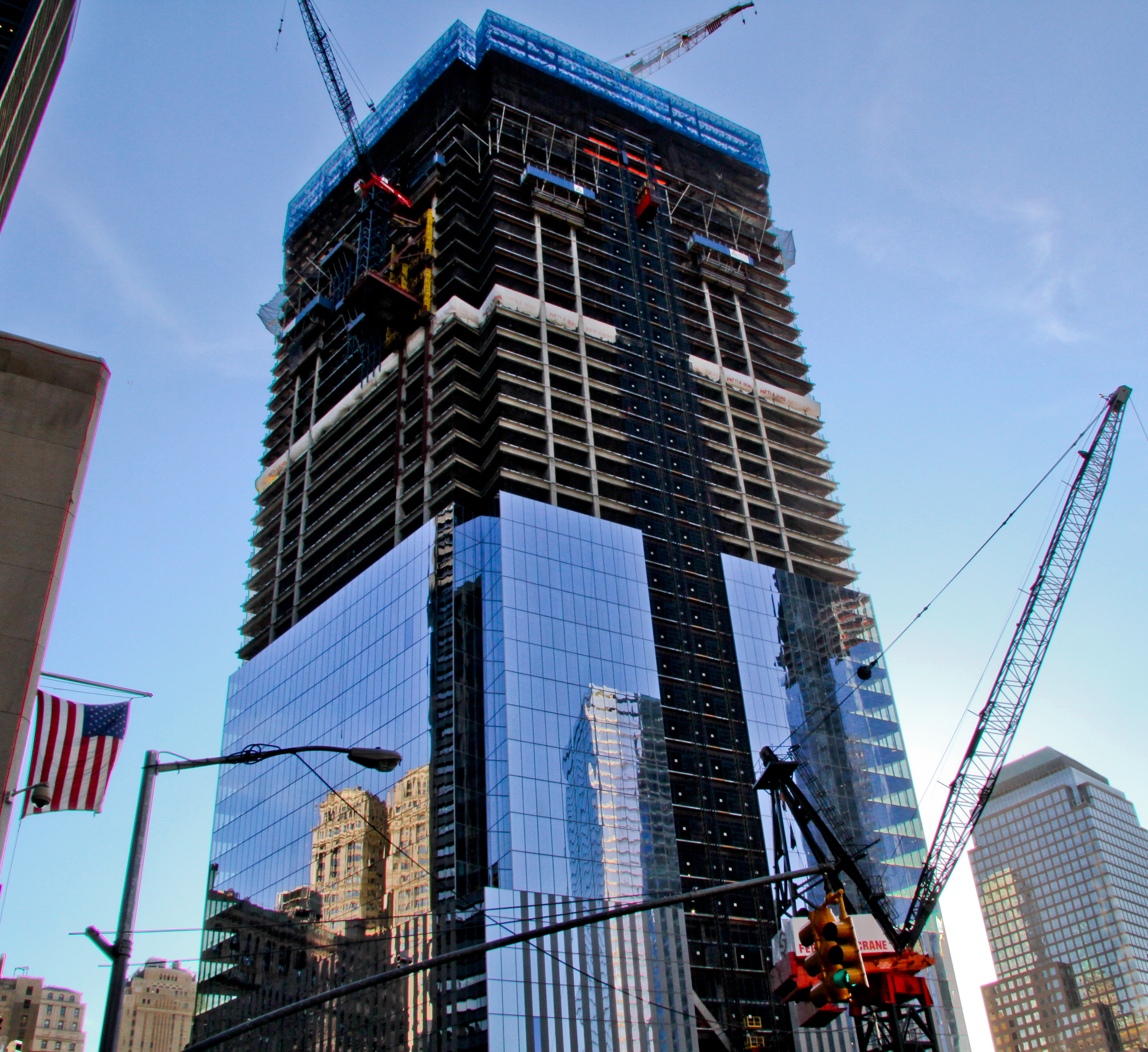
7 октября 2011
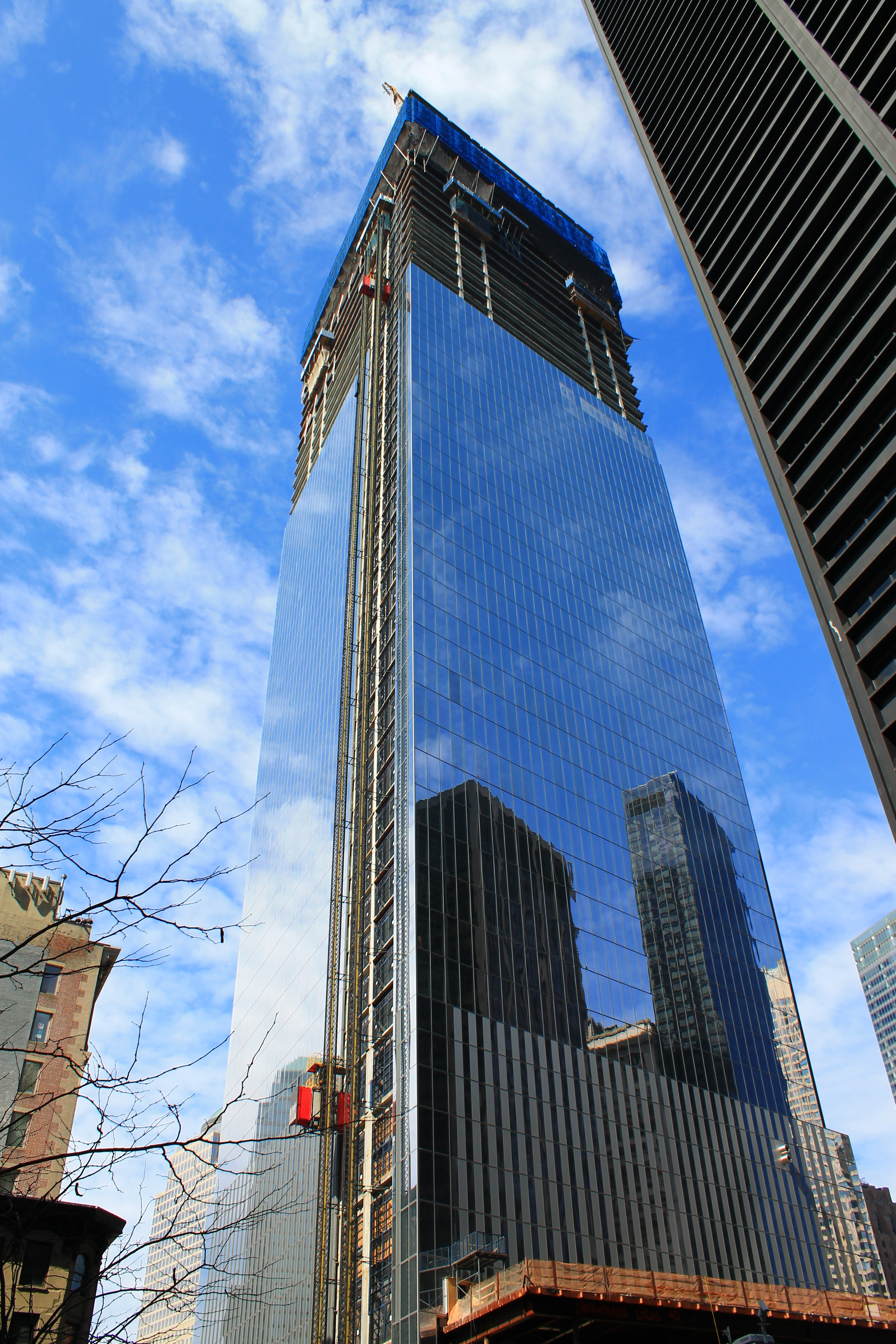
12 марта 2012
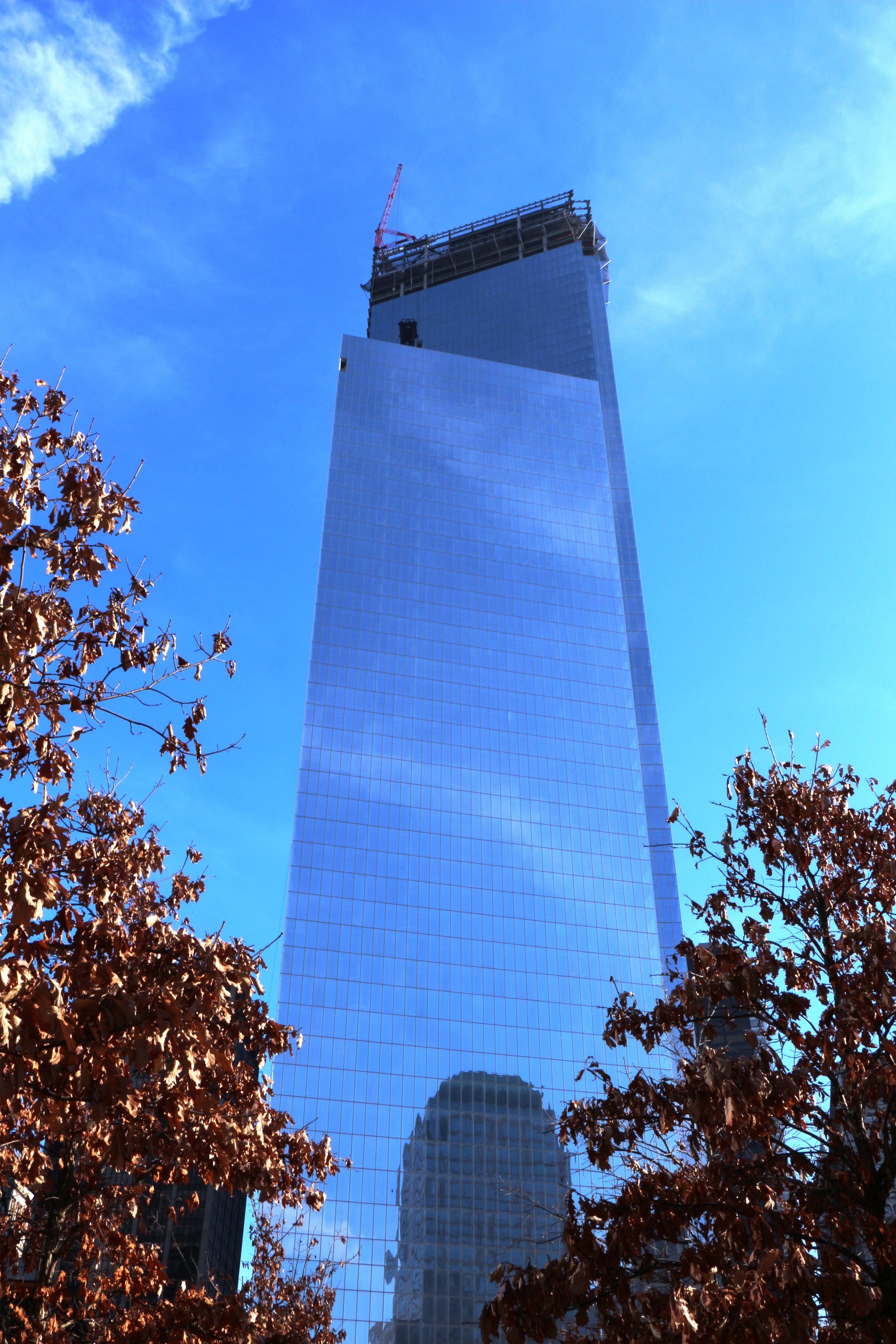
15 декабря 2012